# 妙金寺

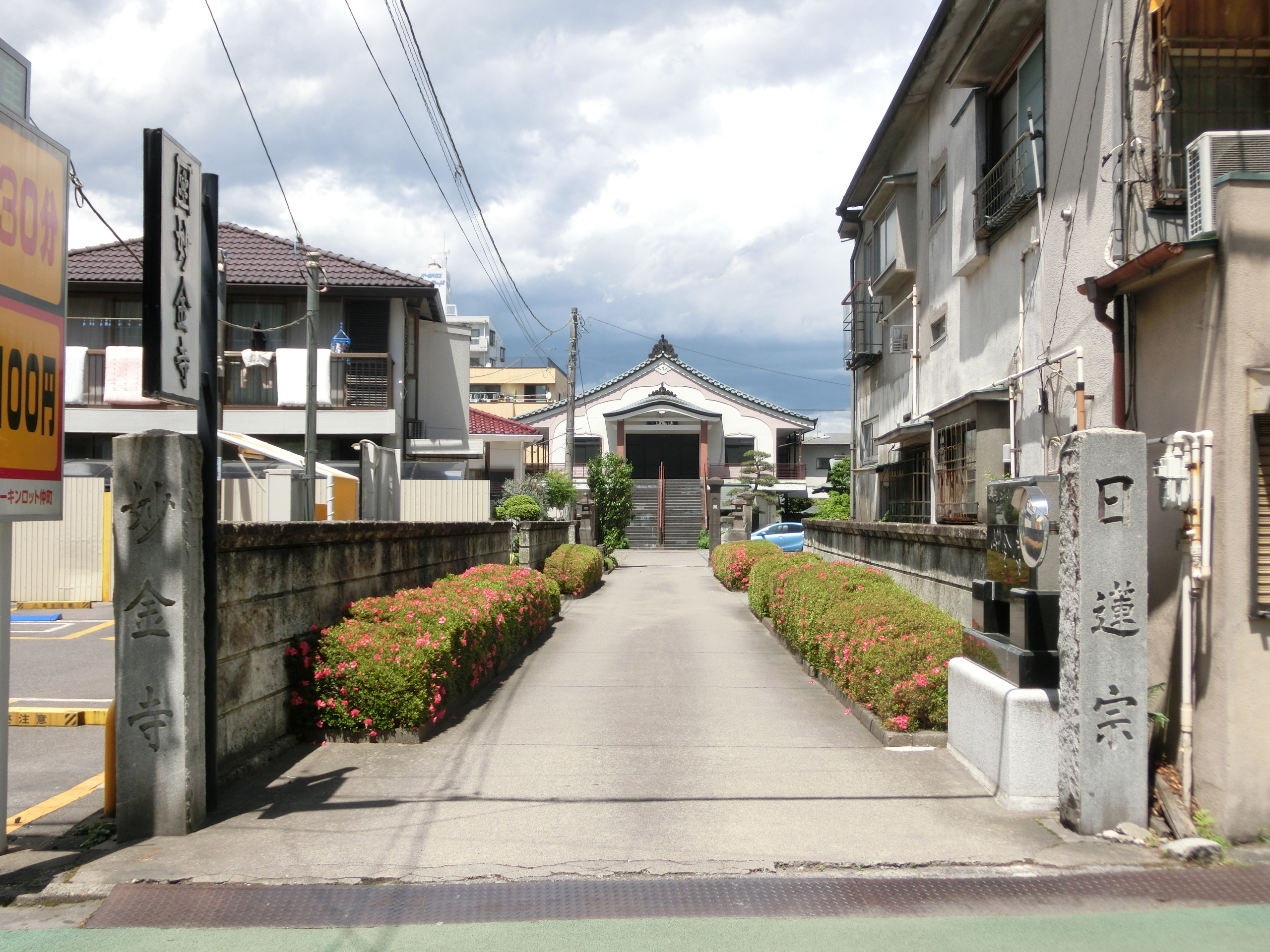
妙金寺

妙金寺（みょうきんじ）は、栃木県宇都宮市仲町にある日蓮宗の寺院。山号は法光山清光院。旧本山は大本山本圀寺(六条門流)、小西法縁。日蓮真筆曼荼羅（鴛鴦大曼荼羅）を祀る。
現在の住職は野澤日慈(37世)。

## 歴史
文永2年（1265年）立正大師日蓮が君島備中守の邸に宿泊した。この際に母が弟子となり、妙金という僧名と二幅の本尊が授けられる。
妙金尼没後、君島備中守が妙金尼菩提の為に、この邸の地に徳治2年（1307年）日蓮の孫弟子で朗門の九鳳の一人である日印を招聘し開山した。
昭和20年（1945年）宇都宮空襲で七堂伽藍を焼失した。現在の本堂は戦後に復興されたもの。平成29年（2017年）には、祖師堂を再建した。

## 歴代
- 日印（開山）
- 日静（2世）

## 旧末寺
日蓮宗は昭和16年に本末を解体したため、現在では、旧本山、旧末寺と呼びならわしている。
- 藤原山慈眼寺(日光市藤原)
- 正法山妙福寺(さくら市馬場)
- 妙光寺(那須烏山市南)
- 妙喜堂(宇都宮市)現在は閉堂

## 参考資料
- 日蓮宗寺院大鑑編集委員会『宗祖第七百遠忌記念出版 日蓮宗寺院大鑑』大本山池上本門寺 (1981年)

## 公式サイト
- 公式ウェブサイト（日本語）